# ماكوكو
ماكوكو هي منطقة عشوائية تقع على ساحل البر الرئيسي لمدينة لاغوس، يشار إلى ماكوكو أحيانًا باسم «فينيسيا أفريقيا» بسبب مجاريها المائية.